# Road Train
Pour le véhicule, voir train routier.
Pour plus de détails, voir Fiche technique et Distribution.
Road Train, ou Road Kill aux États-Unis, est un film d'horreur  écrit par Clive Hopkins et réalisé par Dean Francis en 2010 en Australie, avec Xavier Samuel, Bob Morley, Georgina Haig et Sophie Lowe. Le film est diffusé en avant première au festival du film de Dungog (Dungog Film Festival).

## Synopsis
Un groupe d’amis est menacé par un camion automatisé dans le désert isolé d’Australie. Ils vont tout tenter pour sauver leur vie, mais ils devront faire face au manque d’eau, au conducteur déchaîné et au mystère qui plane sur l’énorme camion.